# Nguyễn Phúc Miên Ngụ
Nguyễn Phúc Miên Ngụ (chữ Hán: 阮福綿寓; 29 tháng 4 năm 1833 – 20 tháng 3 năm 1847), là một hoàng tử con vua Minh Mạng nhà Nguyễn trong lịch sử Việt Nam.

## Tiểu sử
Hoàng tử Miên Ngụ sinh ngày 10 tháng 3 (âm lịch) năm Quý Tỵ (1833), là con trai thứ 64 của vua Minh Mạng, mẹ là Thất giai Quý nhân Lê Thị Lộc. Ông là người con út của bà Quý nhân. Lúc nhỏ, hoàng tử Miên Ngụ thông minh đĩnh ngộ hơn người, lại rất chăm học, khi ra ở phủ riêng thì chỉ đam mê sách vở, ngày ngày chăm việc bút nghiên, không cười nói càn rỡ với ai.
Năm Minh Mạng thứ 21 (1840), vua cho đúc các con thú bằng vàng để ban thưởng cho các hoàng thân anh em, các hoàng tử công và hoàng tử chưa được phong tước. Hoàng tử Miên Ngụ được ban cho một con kỳ lân bằng vàng nặng 3 lạng 5 đồng cân.
Năm Thiệu Trị thứ 7 (1847), Quý nhân Lê Thị Lộc qua đời, Miên Ngụ đau thương mẹ quá độ, lại gặp lúc ông đang bị đậu mùa khiến cơ thể càng trở nên suy kém. 13 ngày sau khi bà Quý nhân mất, hoàng tử Miên Ngụ cũng qua đời khi mới có 15 tuổi.
Mộ của hoàng tử Miên Ngụ được táng trong khuôn viên đất lăng của bà Quý nhân Lê Thị Lộc; vợ chồng công chúa Thụy Thận (chị ruột của hoàng tử) cũng được táng trong đất lăng của bà Lộc. Do chưa lập gia thất nên ông được thờ ở đền Triển Thân vào năm 1867. Năm Hàm Nghi thứ nhất (1885), mùa thu, chuyển bài vị của hoàng tử vào thờ ở đền Thân Huân.
Quan bộ Lễ cho hoàng tử Miên Ngụ là chết trẻ nên không xin cho tên thụy. Các Hoàng tử công anh em đều thương tiếc, bèn bàn riêng với Tuy Lý công Miên Trinh. Miên Trinh nói rằng: "Thụy là do ở người trên cho, không phải dưới tạo ra được. Đời xưa phép đổi tên rất quan trọng, từ hầu, bá, công, khanh, đại phu khi chết, đều dâng trạng mà xin ở triều, bấy giờ mới giao xuống lễ quan đem bàn cùng các quan, đế lấy công luận phải trái, sau mới ghi vào quốc sử, để mãi đời sau. Nay riêng đặt thụy là không phải lễ".
Các hoàng tử đều nói rằng: "Tiên vương đặt ra lễ cốt để răn giữ về đại thể, còn như ở chỗ nên thêm bớt khinh trọng thì theo ở người ta, lễ dẫu tinh vi, cũng không thể đủ từng người được. Trung hiếu là một vậy ông Ý đánh giặc ở đất Lang bị chết, người Lỗ muốn không làm tang lễ tên Ý theo hạng trẻ con chết non. Khổng Tử nói: Biết cầm giáo mác để giữ xã tắc, tuy muốn không theo tang lễ trẻ con chết non, chả cũng phải ư, sách Hiếu kinh nói: Để tang tuy thương xót đau khổ, nhưng không nên hủy hoại thân mình đến nỗi chết, để hại tính mạng không phải là hiếu vậy. Thánh nhân đặt ra lễ, tất có xót đến chỗ tệ hại. Về đời cuối, để tang mà làm được như Cao Ngư, được mấy người, phần nhiều hoặc sinh ra tệ hại nữa. Cho nên Tử Giả vì để tang hủy hoặc thân thể đến nỗi chết, kinh Xuân Thu khen là phải. Tri Xuân Vương là hợp để tang thương xót khóc 20 ngày rồi chết. Hoàn Lân có tang không chịu nỗi, chưa giỗ đầu mà chết, nhà chép sử đều khen là thuần hiếu. Huống chi là phú quí như nước Lỗ, nước Vệ, lại có hiếu hạnh như Tăng Tử, Mẫn Tử, cũng có thể sánh tốt với người hiền ngày xưa, nêu tiếng hay đến đời khác, cần phải có tên thụy". Miên Trinh liền khảo sát nghĩa cổ, thuật lại tính hạnh của Miên Ngụ, đặt tên thụy là Hiếu Ý (孝懿).
Năm 1845, vua Thiệu Trị có ban cho hoàng đệ Miên Ngụ bộ Trãi (豸) để đặt tên cho các con cháu trong phòng, nhưng do ông không có người nối dõi nên bộ chữ ấy không được dùng đến.